# Вишлене
Вишлене (болг. Вишлене) — село в Благоевградской области Болгарии. Входит в состав общины Петрич. Находится примерно в 12 км к западу от центра города Петрич и примерно в 66 км к югу от центра города Благоевград. По данным переписи населения 2011 года, в селе  проживало 52 человека, преобладающая национальность — болгары.

## Население
| Год     | 1934 | 1946 | 1956 | 1965 | 1975 | 1985 | 1992 | 2001 | 2011 |
| ------- | ---- | ---- | ---- | ---- | ---- | ---- | ---- | ---- | ---- |
| Жителей | 81   | 111  | 195  | 168  | 131  | 97   | 78   | 68   | 52   |

|  |